# Ong Long
Ong Long (? - 1767) vương hiệu đầy đủ Somdet Brhat Chao Maha Sri Ungalankaya Chandapuri Sri Sadhana Kanayudha, là vị vua thứ hai của Vương quốc Viêng Chăn, trị vì từ năm 1730 đến khi mất, năm 1767.
Ong Long là con trai cả của Vua Xaysethathirath II, kế vị cha sau khi vua cha qua đời.
Ông mất năm 1767, không có con. Em trai ông lên kế vị, là Vua Ong Bun, còn gọi là Bunsan.